# 国際連合放送
国際連合放送（こくさいれんごうほうそう、英語：United Nations Radio）は 国際連合が行っている海外向け放送（国際放送）である。主に国連総会などの議会などを放送している、

## 言語
- 英語
- フランス語
- 中国語
- ロシア語
- スペイン語
- アラビア語
- ポルトガル語
- スワヒリ語
- ベンガル語

## 日本語放送
戦後に開始されたが、1985年頃終了した。基本的には週末の土曜日だが、国連の総会が行われた時は毎日1日1回、15分の放送だった。